# 外景拍攝

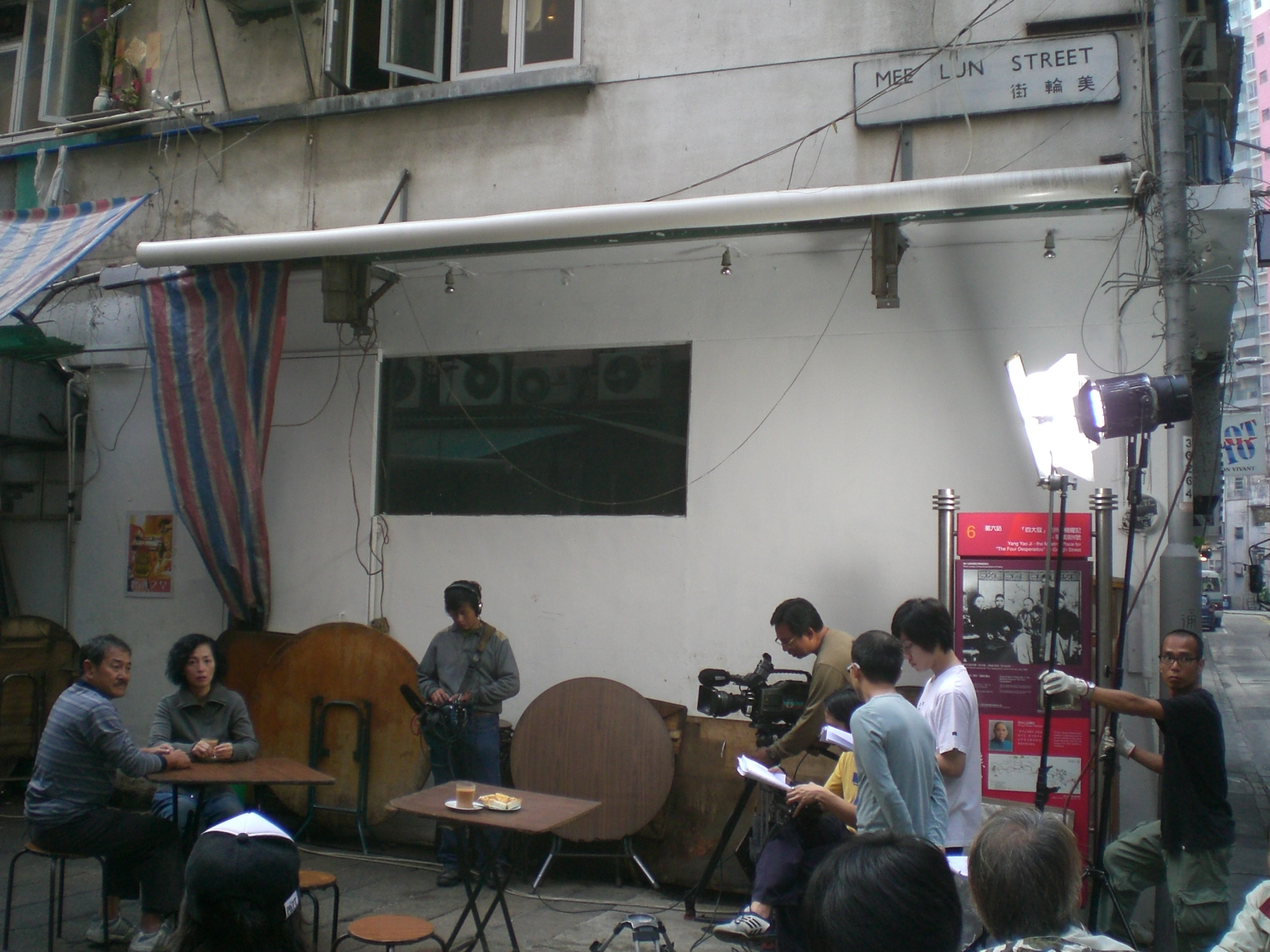
拍攝隊伍正在拍外景

外景拍攝，又稱拍攝外景、出外景，相對於廠景錄影製作，是指電視或電影拍攝場地的分類。
在從前，攝錄機是大型室內機械儀器，所以出外影是不可能的事，舊時影片背景多是廠景。
拍外景可以省回佈景的成本，不過交通、住宿、時間等成本也不少。 況且外景場地申請及租借也要費用，而且變數多，突發麻煩事也有不少，例如人群控制、天氣等。
拍攝場景, 簡稱場景, 是拍攝電影或者電視劇的外景場地.相對於廠景.